# Тенна
Тенна (італ. Tenna, вен. Tena) — муніципалітет в Італії, у регіоні Трентіно-Альто-Адідже,  провінція Тренто.
Тенна розташована на відстані близько 470 км на північ від Рима, 13 км на південний схід від Тренто.
Населення — 988 осіб (2014).
Щорічний фестиваль відбувається 25 березня. Покровитель — Annunciazione di Maria.

## Демографія
Населення за роками:

Станом на 1 січня 2023 року в муніципалітеті офіційно проживали 33 іноземці з 11 країн, серед них 22 громадяни країн Євросоюзу та 3 громадяни України.

## Сусідні муніципалітети
- Кальдонаццо
- Левіко-Терме
- Перджине-Вальсугана